# Andreas Harsfelt
Andreas Harsfelt født Jørgensen senere Holm (30. september 1875 i Løgsted – 29. juli 1958 i København) var en dansk kapgænger, idrætspioner, idrætsleder, journalist og redaktør.
Harsfelt blev født Jørgensen i Løgsted, men voksede op som plejebarn hos købmanden Andreas Holm i Løgstør og fik også efternavnet Holm, efternavnet blev 1909 ændret til Harsfelt. 
Harsfelt var som 17-årig medstifter af Københavns Fodsports-Forening (senere Københavns Idræts Forening) på Alfred Benses ungkarleværelse på Blegdamsvej 128, da tolv unge løbs- og gangsportsentusiaster 24. oktober 1892 stiftende den første atletikforening i Danmark. Som aktiv idrætsmand vandt han 8. september 1895 Danmarks første internationale distancemarch over 50 km i tiden 9:10.45, hvilket var dansk rekord.
Harsfelt var pioner inden for sportsjournalistik som redaktør af Dansk Idræts-Tidende og Dansk Idræts-Blad 1898-1900.
Harsfelt var bl.a. medlem af bestyrelsen for Dansk Idræts-Forbund 1924-1947, af Danmarks Olympiske Komité 1924-1926 og 1928-1945, formand for Dansk Atletik Forbund 1924-1927 samt formand for Københavns Idrætspark 1928-1933.
Han er begravet på Vestre Kirkegård i København.